# Перевал Німчич (туристичний комплекс)
Перевал Німчич — гірськолижний курорт в Чернівецькій області. Розташований біля гірського перевалу Німчич.
До туристичного комплексу «Перевал Німчич» входить:
- Готель європейського рівня
- Ресторан національної кухні
- Два бугельних витяги довжиною 400 і 500 метрів та один мультиліфт
- Всього три траси різної тривалості (800 м, 400 м, 150 м) з перепадами схилів 90 м

Також пропонують туристам автобусно-піші екскурсії по неповторним куточках Карпатських гір, сплави по гірських річках Карпат, послуги професійних лижних тренерів, катання на всюдиходах, гірських велосипедах, пейнтбол та багато інших розваг.

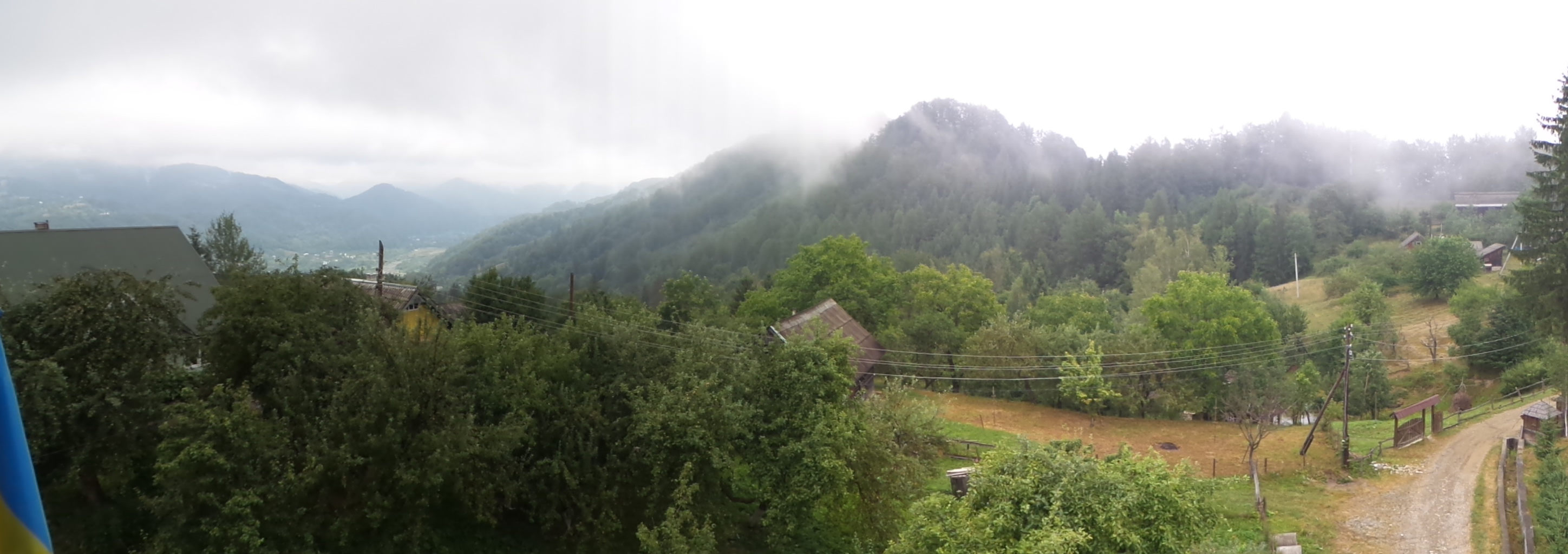
Перевал Німчич влітку